# Serpa (kaas)
De Serpa is een Portugese kaas. Serpa-kaas wordt gemaakt in de provincie Alentejo rond het plaatsje Serpa. Het is een zachte schapenkaas en wordt van rauwe melk gemaakt. Het stremsel is afkomstig van een aan de artisjok verwante distel Cynara cardunculus, ook wel kardoen genoemd. De kaas behoort daarmee tot de vegetarische kazen en wordt gedurende 30 dagen in de kaasmakerij gerijpt in een frisse vochtige omgeving. De wrongel wordt niet geperst. Oorspronkelijk werd de kaas gemaakt van melk van Merino en Campaniça. Tegenwoordig worden er moderne melkschapenrassen gebruikt. Een veelvoorkomend ras is het uit Frankrijk afkomstige schapenras Lacaune uit de omgeving van Lacaune. De naam Serpa is een Europese beschermde oorsprongsbenaming.